# Huglfing
Huglfing – miejscowość i gmina w Niemczech, w kraju związkowym Bawaria, w rejencji Górna Bawaria, w regionie Oberland, w powiecie Weilheim-Schongau, siedziba wspólnoty administracyjnej Huglfing. Leży około 8 km na południe od Weilheim in Oberbayern, przy drodze B472 i linii kolejowej Monachium - Garmisch-Partenkirchen - Innsbruck.

## Demografia
Dane o ludności z 31 grudnia 2008:
| Opis                                | Ogółem | Ogółem | Kobiety | Kobiety | Mężczyźni | Mężczyźni |
| ----------------------------------- | ------ | ------ | ------- | ------- | --------- | --------- |
| Jednostka                           | osób   | %      | osób    | %       | osób      | %         |
| Populacja                           | 2537   | 100    | 1263    | 49,78   | 1274      | 50,22     |
| Wiek przedprodukcyjny (0–17 lat)    | 559    | 22,03  | 279     | 11      | 280       | 11,04     |
| Wiek produkcyjny (18–65 lat)        | 1571   | 61,92  | 772     | 30,43   | 799       | 31,49     |
| Wiek poprodukcyjny (powyżej 65 lat) | 407    | 16,04  | 212     | 8,36    | 195       | 7,69      |

## Polityka
Wójtem gminy jest Bernhard Kamhuber, rada gminy składa się z 14 osób.
|      | CSU/GBfH | SPD/Niezależni | HB | Razem |
| 2008 | 4        | 6              | 4  | 14    |
| 2002 | 4        | 5              | 5  | 14    |